# Storm Front (album)
Storm Front je enajsti studijski album Billyja Joela, ki je izšel 17. oktobra 1989. Album vsebuje med drugim hitro skladbo »We Didn't Start the Fire«, ki govori o zgodovinskih trenutkih in osebnostih od druge svetovne vojne do leta 1989 in skladbo »Leningrad«, ki govori o prijateljstvu med Američani in Rusi v zadnjih letih hladne vojne.
»We Didn't Start the Fire« je eden izmed Joelovih treh singlov, ki so dosegli vrh lestvic. »I Go to Extremes«, ki govori o vzponih padcih Joelovega življenja, je dosegel 6. mesto lestvice. Ostale skladbe, ki so se uvrstile med Top 100 so bile »And So It Goes« (37. mesto), »The Downeaster Alexa« (57. mesto) in »That's Not Her Style« (77. mesto). Na ovitku je fotografija zastave, ki opozarja na nevihto.
Tako album kot »We Didn't Start the Fire« sta bila nominirana za več grammyjev, vendar nista prejela nobenega.

## Seznam skladb
Vse skladbe je napisal Billy Joel.
| Stran 1 | Stran 1                    | Stran 1 |
| Št.     | Naslov                     | Dolžina |
| ------- | -------------------------- | ------- |
| 1.      | „That's Not Her Style‟     | 5:10    |
| 2.      | „We Didn't Start the Fire‟ | 4:50    |
| 3.      | „The Downeaster Alexa‟     | 3:44    |
| 4.      | „I Go to Extremes‟         | 4:23    |
| 5.      | „Shameless‟                | 4:26    |

| Stran 2 | Stran 2          | Stran 2 |
| Št.     | Naslov           | Dolžina |
| ------- | ---------------- | ------- |
| 1.      | „Storm Front‟    | 5:17    |
| 2.      | „Leningrad‟      | 4:06    |
| 3.      | „State of Grace‟ | 4:30    |
| 4.      | „When in Rome‟   | 4:44    |
| 5.      | „And So It Goes‟ | 3:38    |

## Priredbe
- Leta 1991 je Garth Brooks posnel skladbo »Shameless« na svojem albumu Ropin' the Wind.[4] Brooksova priredba je izšla tudi kot single in je dosegla vrh ameriške lestvice Hot Country Songs, uvrščena pa je bila tudi na britanski lestvici.[5]
- Paul Anka je priredil skladbo »I Go to Extremes«, ki je izšla na njegovem albumu Classic Songs, My Way leta 2007.[6]
- Jennifer Warnes je priredila skladbo »And So It Goes«, ki je izšla na njenem albumu The Well leta 2001.[7]

## Osebje

### Zasedba
Pred snemanjen tega albuma je Joel iz svoje spremljevalne skupine odpustil njena dolgoletna člana, basista Douga Stegmeyjerja in ritem kitarista Russlla Javorsa. Stegmeyerja je nadomestil Schuyler Deale, Javorsa pa Tommy Byrnes. Ostali trije člani, Liberty DeVitto, David Brown in Mark Rivera so ostali v skupini. Skupini se je v tem času prav tako pridružila multiinstrumentalistka Crystal Taliefero.
- Billy Joel – vokali, akustični klavir, clavinet, harmonika, Hammond orgle, čembalo, sintetizatorji, tolkala
- Liberty DeVitto – bobni, tolkala
- David Brown – solo kitara, midi kitarski solo pri »Storm Front«
- Joey Hunting – ritem kitara
- Crystal Taliefero – tolkala
- Schuyler Deale – bas kitara
- Jeff Jacobs – sintetizatorji, trobilni aranžmaji

### Dodatni glasbeniki
- Don Brooks – orglice
- Mick Jones – kitara pri »Storm Front«, kitarski solo pri »State of Grace«
- John Mahoney - klaviature, programiranje
- Sammy Merendino – elektronska tolkala
- Kevin Jones – programiranje
- Doug Kleeger – zvočni efekti
- Dominic Cortese – harmonika
- Itzhak Perlman – violina pri »The Downeaster Alexa«
- Lenny Pickett – saksofon
- Andrew Love, Wayne Jackson – The Memphis Horns
- Bill Zampino – zborovski aranžmaji
- Chuck Arnold – zborovodja
- Arif Mardin – orkestralni aranžmaji
- Spremljevalni vokali: Billy Joel, Mick Jones, Richard Marx pri »Storm Front« in »That's Not Her Style«, Crystal Taliefero, Jeff Jacobs, Patti Darcy, Frank Floyd, Brian Ruggles, Joe Lynn Turner, Ian Lloyd, Brenda White King, Curtis King

### Produkcija
- Producenta: Billy Joel in Mick Jones
- Miks: Tom Lord-Alge in Jay Healy
- Inženirji: Dana Becker, Tim Crich, Jay Healy, Suzanne Hollander, Joe Pirrera in Gary Solomon
- Mastering: Ted Jensen

## Lestvice
| Lestvica (1989–90)                | Mesto |
| --------------------------------- | ----- |
| Australian ARIA Albums Chart      | 1     |
| Billboard 200                     | 1     |
| Canadian RPM Albums Chart         | 4     |
| UK Albums Chart                   | 5     |
| German Media Control Albums Chart | 5     |
| Japanese Oricon Albums Chart      | 8     |
| Belgian Albums Chart              | 9     |
| New Zealand Albums Chart          | 9     |
| Austrian Albums Chart             | 10    |
| European Albums Chart             | 13    |
| Dutch Mega Albums Chart           | 14    |
| Swiss Albums Chart                | 30    |
| Finnish Albums Chart              | 33    |

| Lestvica (1989)         | Mesto |
| ----------------------- | ----- |
| Australian Albums Chart | 41    |
| UK Albums Chart         | 73    |
| Lestvica (1990)         | Mesto |
| Canadian Albums Chart   | 29    |
| Dutch Albums Chart      | 67    |
| German Albums Chart     | 4     |
| U.S. Billboard Year-end | 10    |

### Certifikati
| Regija                         | Certifikat   | Prodaja   |
| ------------------------------ | ------------ | --------- |
| Avstrija (IFPI Austria)        | Platinast    | 70,000    |
| Kanada (Music Canada)          | 2x platinast | 200,000   |
| Nemčija (BVMI)                 | Platinast    | 500,000   |
| Japonska (RIAJ)                | Platinast    | 110,000   |
| Nizozemska (NVPI)              | Platinast    | 100,000   |
| Združeno kraljestvo (BPI)      | Platinast    | 300,000   |
| Združene države Amerike (RIAA) | 4x platinast | 4,000,000 |